# Wierzchno (województwo lubuskie)
Wierzchno (niem. Wirchenblatt, łuż. Wjerchne Błoto) – wieś w Polsce położona w województwie lubuskim, w powiecie żarskim, w gminie Brody.
W latach 1975–1998 miejscowość należała administracyjnie do województwa zielonogórskiego.